# Black Mountain (Band)
Black Mountain ist eine kanadische Psychedelic-Rock-Band aus Vancouver.

## Bandgeschichte
Kopf der Band Black Mountain ist Stephen McBean. Bis 2003 gehörte er der Band Jerk with a Bomb an, mit der er auch zwei Alben veröffentlichte. Beim Album Pyrokinesis wirkte Amber Webber als Sängerin mit. Sie wiederum bildete mit Joshua Wells das Duo Lightning Dust. Nach dem Ende von Jerk with a Bomb startete McBean ein Soloprojekt mit dem Namen Pink Mountaintops und daneben das Projekt Black Mountain. Beim Label Jagjaguwar erschien 2004 die Debütsingle Druganaut und ein Jahr später das nach der Band benannte Debütalbum Black Mountain. Beteiligt waren neben McBean, Webber und Wells noch Matthew Camirand und Jeremy Schmidt. Das Album wurde in der Presse hoch gelobt und Coldplay engagierten die Band für das Vorprogramm einiger Tourauftritte.
Danach gingen Black Mountain erst einmal selbst auf Tour und unternahmen dann Anläufe für das zweite Album. In the Future wurde 2008 fertiggestellt und wurde nach Veröffentlichung auf Platz 1 der US-Heatseeker-Charts geführt. Sie platzierten sich auch in den offiziellen US-Albumcharts und waren auch in Großbritannien erfolgreich. In ihrer Heimat wurden sie für den Polaris Music Prize nominiert, der Auszeichnung für das kanadische Album des Jahres.
Mit dem dritten Album Wilderness Heart konnten sie 2010 an den Erfolg anknüpfen. Für die Aufnahme gingen sie nach Los Angeles und holten sich die Unterstützung der Produzenten Dave Sardy und Randall Dunn. Neben den englischsprachigen Ländern konnten sie diesmal auch in weiteren europäischen Ländern in die Charts einsteigen. Unter anderem platzierten sie sich in Frankreich und Italien und erreichten Platz 42 in der Schweizer Hitparade.
Es folgte eine längere Pause bis zum nächsten Studioalbum. Die Mitglieder widmeten sich anderen Projekten, zwischenzeitlich spielten Black Mountain den Soundtrack zu einer Surfer-Dokumentation mit dem Titel Year Zero ein. Außerdem verließ Bassist Matt Camirand die Band und wurde durch Arjan Miranda ersetzt. Erst 2016 erschien das Album IV, bei dem erneut Randall Dunn als Produzent mitwirkte. Es brachte ihnen zum zweiten Mal eine Polaris-Nominierung, der kommerzielle Erfolg war jedoch gering. Sie verpassten in USA und England den Einzug in die Charts, lediglich in der Schweiz und Belgien sowie erstmals in Deutschland konnten sie sich platzieren.

## Mitglieder
- Amber Webber, Sängerin
- Stephen McBean, Sänger, Gitarrist
- Jeremy Schmidt, Keyboarder
- Joshua Wells, Schlagzeuger
- Arjan Miranda, Bassist

ehemaliges Mitglied
- Matt Camirand, Bassist

## Diskografie
Alben
- Black Mountain (2005)
- In the Future (2008)
- Wilderness Heart (2010)
- Year Zero: The Original Soundtrack (2012)
- IV (2016)
- Destroyer (2019)

EPs
- Stormy High (2006)
- Bastards of Light (2008)
- Lucy Brown (2008)
- Rollercoaster / In the Drones (2011)
- Echoes (2021)

Lieder
- Druganaut (2004)
- The Hair Song (2010)
- Old Fangs (2010)
- Rollercoaster (2011)